# ناصر حديب
ناصر حديب مواليد 15 أغسطس 1983 في ، السعودية، هو لاعب كرة قدم سعودي.
لعب لأندية الفيحاء ونجران وضمك والرياض والمحمل .